# .it
.it este un domeniu de internet de nivel superior, pentru Italia (ccTLD).